# New York Storm
New York Storm – trzydziesty piąty singel oraz utwór niemieckiego DJ-a i producenta - Tomcrafta, który ukazał się w Niemczech 3 września 2008 (wydanie 12"). Na singel składają się trzy utwory - tytułowy (strona A) oraz dwa inne, instrumentalne: Storm i Bavarian Storm (oba na stronie B).
Utwór tytułowy został nagrany w duecie z Tommiem Sunshinem - nowojorskim DJ-em, producentem i wokalistą z Brooklynu, znanym ze współpracy producenckiej i wokalnej z takimi labelami jak Kitsuné, Gigolo, czy Systematic. Użyczył on do tego utworu wokalu.

## Lista utworów
| A.  | New York Storm |  |
|     |                |  |
| B2. | Storm          |  |
|     |                |  |
| B1. | Bavarian Storm |  |
|     |                |  |